# Limpieza

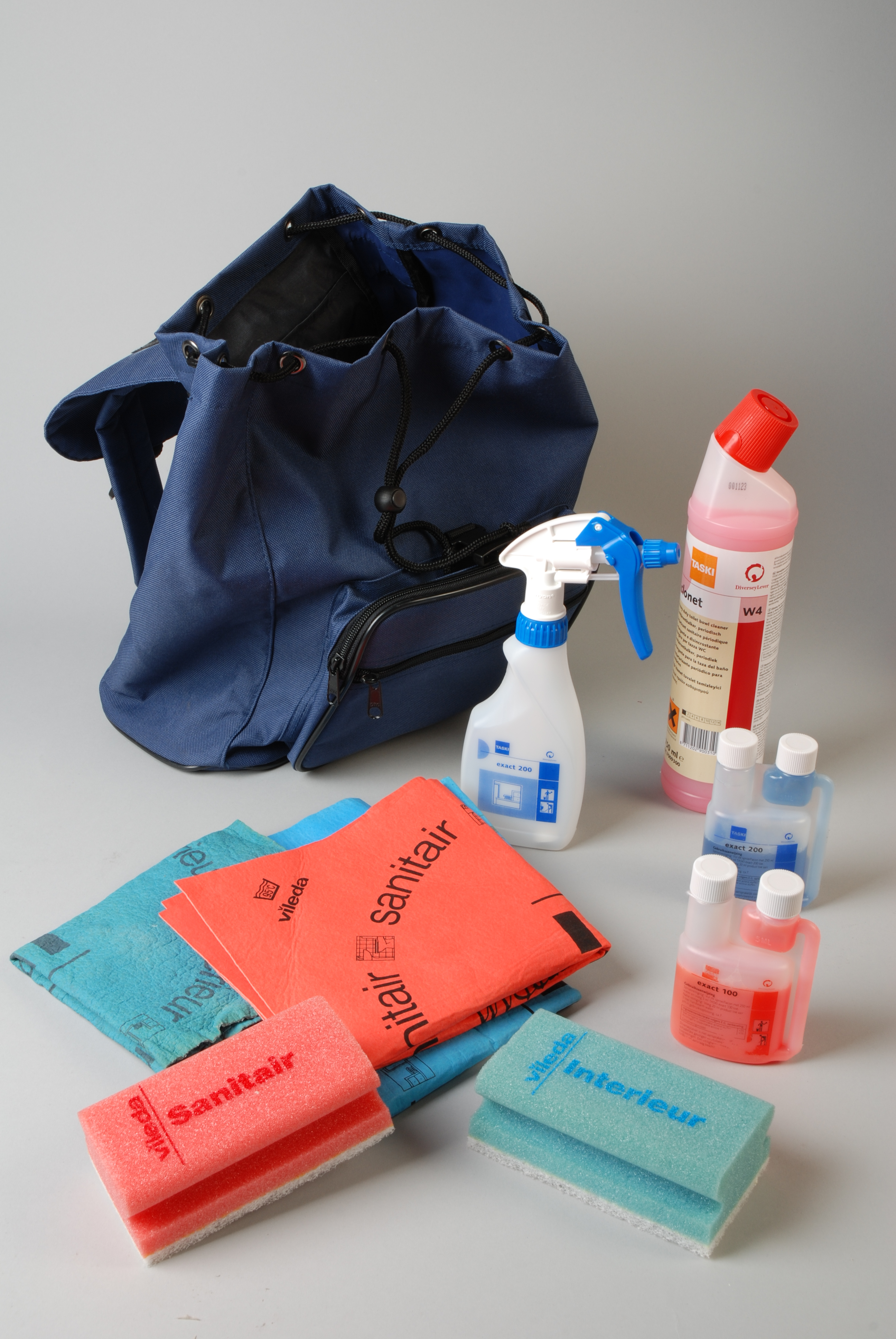
Diferentes productos y suministros para la limpieza.

La limpieza es la acción y efecto de limpiar algún objeto, cuerpo o lugar y con ello retirar suciedad, incluyendo polvo, manchas, malos olores y basura. El propósito de la limpieza es la salud, belleza, ausencia de olores ofensivos, evitar esparcir suciedad y contaminantes a uno mismo y a los demás. En el caso de los objetos de vidrio como ventanas o parabrisas, el propósito puede ser también la transparencia.
La limpieza personal es muy importante en la vida cotidiana, ya que sin ella se pueden contraer enfermedades causadas por agentes patógenos, tanto biológicos como abióticos.
Un lugar se encuentra limpio cuando no existe ningún tipo de suciedad y para lograr esto se utilizan diferentes técnicas que pueden ser: lavado, desinfección y/o esterilización.

## Detersión
Para conseguir la limpieza hay que eliminar todo tipo de suciedad.
A la acción de eliminar la suciedad se le llama detersión, limpiar o hacer limpieza.
El propósito de la detersión es disminuir o exterminar los microorganismos en la piel o en algún objeto, es decir, en objetos animados o inanimados, evitando también olores desagradables.

## Métodos de limpieza
El lavado es una de las formas de conseguir la limpieza, usualmente con agua más algún tipo de jabón, detergente o lejía. En tiempos más recientes, desde la teoría microbiana de la enfermedad, también se refiere a la ausencia de gérmenes.

En la industria, ciertos procesos, como los relacionados con la manufactura de circuitos integrados, requieren condiciones excepcionales de limpieza que son logradas mediante el trabajo en salas blancas.

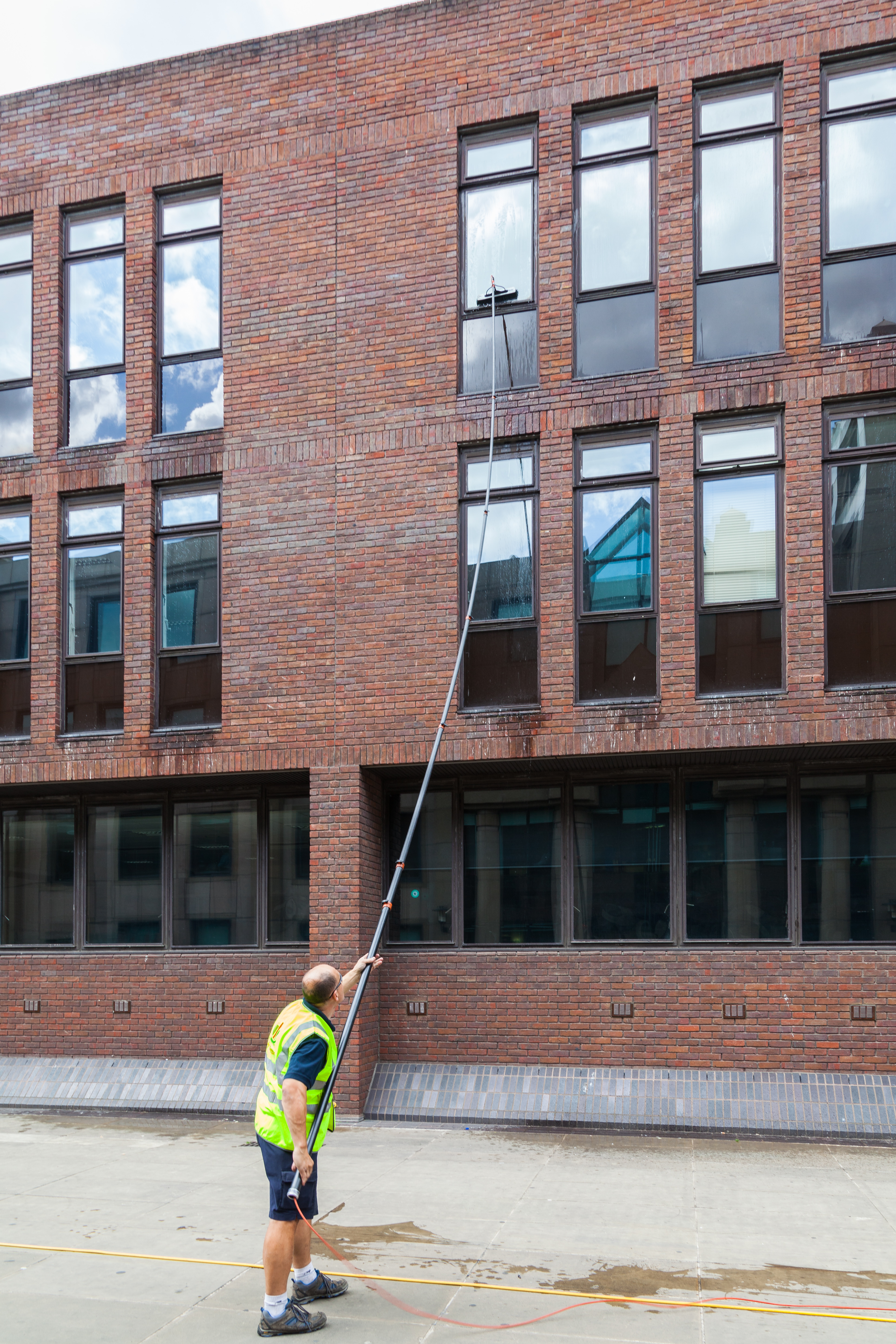
Hombre limpiando ventanas en Londres, Inglaterra.

El lavado es una actividad mecánica y tras el mismo hay que aclarar cuidadosamente los objetos para eliminar los restos de productos químicos y, a continuación, secarlos.
La desinfección consiste en eliminar gran parte de los microorganismos patógenos que se encuentran en la superficie, debe realizarse después de la limpieza para garantizar que no hayan materiales orgánicos. Se lleva a cabo mediante actividades químicas y/o de calentamiento. La desinfección es esencial para prevenir que se propaguen enfermedades, gripes o infecciones, como nos enseñó la pandemia de COVID19. 
La esterilización es un proceso que elimina completamente todos los microorganismos, incluyendo las esporas, para garantizar un ambiente completamente libre de gérmenes. Este proceso debe realizarse después de la limpieza y desinfección. La esterilización se puede lograr a través de métodos mecánicos, como el uso de vapor, o químicos.